# Hermann Hussong

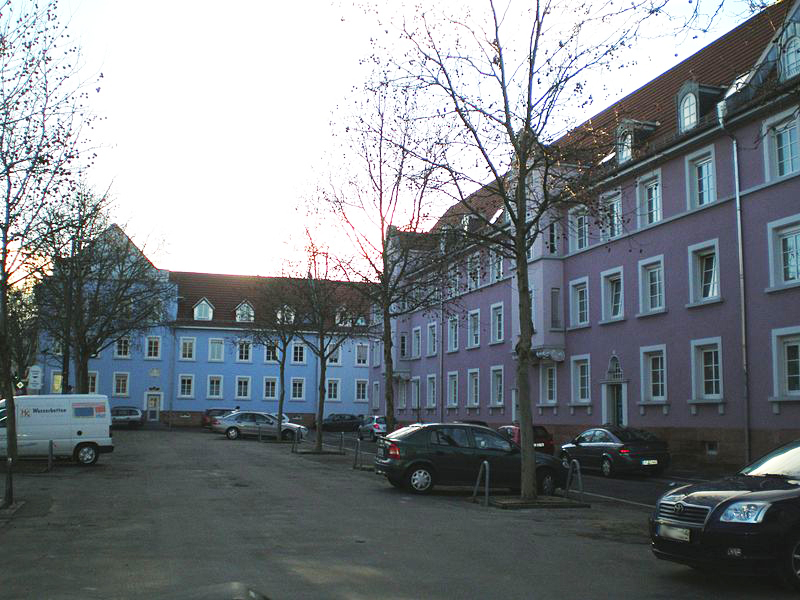
Bunter Block in Kaiserslautern

Hermann Hussong (* 20. September 1881 in Blieskastel; † 16. September 1960 in Heidelberg; vollständiger Name: Hermann Georg Hussong) war ein deutscher Architekt, Stadtplaner und Baubeamter, der vor allem in Kaiserslautern und Heidelberg tätig war.

## Leben und Werdegang
Hermann Hussong war ein Sohn des Kaufmanns Ludwig Valentin Hussong und dessen Ehefrau Amalia Apollonia aus Blieskastel. Er heiratete Karoline Luise geb. Lorch aus Zweibrücken und hatte mit ihr zwei Kinder: Hans Hussong (* 19. April 1912; † 25. August 2005 Kassel) und Lieselotte, verheiratet mit Alois Bischoff.
Nach dem Abitur 1900 in Zweibrücken nahm er ein Studium an der Technischen Hochschule München auf, das er 1905 mit Auszeichnung als Diplom-Ingenieur abschloss. Er begann den Vorbereitungsdienst als Regierungsbauführer (Referendar in der staatlichen Bauverwaltung) und kehrte dabei in die Pfalz zurück, wo er am Neubau der Heil- und Pflegeanstalt in Homburg nach Plänen des Architekten und Baubeamten Heinrich Ullmann mitwirkte. 1908 wurde er an das Landbauamt Bamberg versetzt, wo er die staatliche Korbflechterei Lichtenfels und zwei Domherrenhäuser entwarf. Wahrscheinlich bestand er im gleichen Jahr das Staatsexamen und wurde zum Regierungsbaumeister (Assessor in der staatlichen Bauverwaltung) ernannt, verließ aber bald den bayerischen Staatsdienst.
Ausgewählt unter mehreren Bewerbern, trat Hermann Hussong am 1. Juli 1909 als Stadtbauamtmann in den Dienst der Stadt Kaiserslautern. Ihm wurden die Geschäfte der Wohnungs-, Feuer- und Baupolizei übertragen. Er war Mitarbeiter und später Nachfolger von Stadtbaurat Eugen Bindewald, der am 15. Januar 1913 in den Ruhestand verabschiedet wurde. Am 15. April 1920 wurde Hermann Hussong zum Stadtbaurat und damit zum Leiter des Stadtbauamts berufen. Am 26. November 1920 wurde er zum Oberbaurat befördert und am 10. März 1921 als berufsmäßiger Stadtrat gewählt. 1931 ernannte man ihn zum Oberbaudirektor.
Vom nationalsozialistisch dominierten Stadtrat wurde Hermann Hussong, der keiner Partei angehörte, am 12. September 1933 zwangspensioniert. Auslöser war ein Schreiben von elf Architekten der Arbeitsgemeinschaft der Privatarchitekten vom 23. Mai 1933, die Vorwürfe der Vorteilsannahme und der Bereicherung gegen Hermann Hussong erhoben. Sie forderten die „Entfernung dieses Herrn“. Am 30. Mai 1933 folgten Schreiben des Bauhandwerks mit Vorwürfen in Bezug auf Vergabeverfahren. Die Kreisleitung der NSDAP unterstellte Hermann Hussong, kommunistischen Ideen nahezustehen. Mit dem Stadtratsbeschluss vom 23. Juni 1933 wollte man Hermann Hussong nicht nur aus dem Amt entfernen und die Auszahlung seiner Besoldung sperren, sondern ihn darüber hinaus für Schäden während seiner Amtszeit haftbar machen. Hermann Hussong, dem alle Vorwürfe nie persönlich vorgelegt worden waren und der sich nur auf Pressemitteilungen stützen konnte, legte am 12. Juli 1933 einen Rechenschaftsbericht vor. Zwar wurde er zum 12. September 1933 in den Ruhestand versetzt, weil seine Tätigkeit „Erbitterung und Ablehnung in den weitesten Kreisen Kaiserslauterns ausgelöst“ habe und eine „ersprießliche Tätigkeit nicht mehr zu erwarten sei“. Aber seine Ruhestandsbezüge mussten gezahlt und der Anspruch auf Schadensersatz fallen gelassen werden. Die Regierung der Pfalz bestätigte, dass im Falle Hussong „eine unsaubere persönliche Bereicherung im Sinne der Korruption nicht vorliegt.“ Die Familie verließ die Dienstwohnung im Haus Fliegerstraße 1, zog 1933 zu den Schwiegereltern Hussongs nach Zweibrücken und 1934 über Mannheim nach Heidelberg.
Als bereits ein Teil der Stadt Kaiserslautern zerstört war, holte man Hermann Hussong zurück und stellte ihn am 1. Juni 1943 als „Leiter der örtlichen Sofortbaumaßnahmen“ ein, wo er für den Bau von Luftschutzbunkern und Beseitigung von Kriegsschäden zuständig war.
Alex Müller, erster Oberbürgermeister nach dem Zweiten Weltkrieg, wollte Hermann Hussong für den Wiederaufbau der Stadt Kaiserslautern gewinnen. Die Anstellung kam jedoch wegen interner Widerstände nicht zustande. Nach dem Krieg arbeitete Hermann Hussong ab 16. April 1945 als Oberbaudirektor in Heidelberg bis zu seiner Pensionierung 1952. Für das neu geschaffene Verwaltungsgebiet Saar-Pfalz-Südhessen wurde er am 18. Mai 1945 zum Abteilungsleiter für Bau und Wiederaufbau ernannt.
Hermann Hussong starb am 16. September 1960 in Heidelberg, sein Grab befindet sich auf dem Handschuhsheimer Friedhof.

## Wirken

### Bebauungspläne
Stadtbaurat Eugen Bindewald hatte 1887 einen Erweiterungsplan für die Stadt Kaiserslautern vorgelegt. Die Zunahme der Bevölkerung infolge der fortschreitenden Industrialisierung machten eine Weiterentwicklung nötig. Die bereits bestehenden Arbeitersiedlungen auf dem „Kotten“ in der Nähe der Kammgarnspinnerei und das Wohngebiet „Krimm“ im Osten der Stadt zeichneten sich durch kleine Häuser mit wenigen Kammern, Stall und Garten aus, die oft durch Hofverbauung und Überbelegung hygienische Missstände aufwiesen. Da man für die Zeit nach dem Ersten Weltkrieg einen zusätzlichen Wohnungsmangel erwartete, überprüfte man die Wohnverhältnisse durch eine Analyse, die Gewerbelehrer Eugen Rhein durchführte.
In der Überarbeitung des innerstädtischen Bebauungsplans kam es im Bereich „westlich der Schloßstraße“ 1913 zur Durchführung der Fackelstraße vom Schillerplatz zum Fackelrondell und damit zur Einrichtung einer Ost-West-Achse im Innenstadtkern. Hermann Hussong legte in mehreren Plänen die Bebauung der Gebiete am damaligen Stadtrand fest: „Am Gersweilerweg“ 1910, „Im Altenwoog“ 1911, „Am heiligen Häuschen“ 1912, „Am Stophelspfad“ 1912 und Landbausiedlung Lämmchesberg 1917.
Am 15. April 1919 stimmte der Stadtrat der von Hermann Hussong entworfenen Staffelbauordnung zu. Ziele Hussongs waren die Geschlossenheit und Einheitlichkeit im Straßenbild und eine neue Ordnung für das bisher oft willkürlich gehandhabte Bauen. Der Plan teilt die Viertel der Stadt aufgrund ihrer Funktion in Geschäfts-, Wohn-, und Industrieviertel ein. Die Höhe und die Geschosszahl der Gebäude in jedem Viertel wurden festgelegt. Hermann Hussong stellte 1925 rückblickend fest, dass „die neuen Pläne Sinn und Ordnung, Maß und Verhältnis, Wohlklang und warmes Leben in die Erweiterung der Städte“ brachten. Er legte in der Stadt Brunnen, Plätze und Grünanlagen an, mit dem Ziel der Aufwertung des Stadtbilds und der Schaffung städtischer Naherholungsgebiete.

### Gründung der Gemeinnützigen Bau-AG
Zum Bau von neuen Wohnanlagen wurden im April 1919 die Gemeinnützige Baugenossenschaft zur Errichtung von Kleinwohnungen eGmbH und der Gemeinnützige Bauverein e. V. gegründet, die zwei Jahre später zur Gemeinnützigen Bau-Aktiengesellschaft vereinigt wurden. Der engen Zusammenarbeit des Leiters der Gemeinnützigen Bau-AG, Eugen Rhein, mit Bürgermeister Franz Xaver Baumann und Stadtbaurat Hermann Hussong verdankt die Stadt Kaiserslautern zahlreiche Gebäudekomplexe mit vielen Wohnungen, die das Stadtbild noch heute prägen.

### Wohnanlagen und -gebäude in Kaiserslautern
Mit seinen zunächst am Expressionismus, dann an der Neuen Sachlichkeit orientierten Bauten war Hermann Hussong ein „Wegbereiter der Moderne in der Pfalz“.
- 1911: Diakonissenhaus an der Friedrich-Karl-Straße[20]
- 1911: Fabrikneubau der Zschocke-Werke an der Mainzer Straße, einer Fabrik für Holzprodukte, zurückgehend auf eine Holzhandlung und ein Sägewerk von Albert Munzinger 18683
- 1912: Der Hauptfriedhof, der seit 1873 den jüdischen Friedhof und den Kriegerfriedhof an der Mannheimer Straße umschloss, wurde nach den Plänen von Hermann Hussong vergrößert (Ausbau des Wegesystems, Anlage von Rondellen, Konzeption des Markusbrunnens, heute Löwenbrunnen genannt). Im Jahr 1912 wurde der Waldfriedhof im Nordosten des Geländes in einem Mischwald nach den Entwürfen von Hermann Hussong angelegt. Der Waldfriedhof wurde zum Vorbild für ähnliche Anlagen in Deutschland.
- 1912: Das Gebäude für die Sanitätskolonne des DRK an der heutigen Augustastraße umfasste eine Sanitätswache und Verbandsräume, es wurde 1920 erweitert um einen Übungssaal. In den oberen Geschossen befanden sich Wohnungen. Der Komplex wurde 1927 um eine Feuerwache erweitert.[21] 2021 kam es zu einem Teilabriss.[22]
- 1913: Die Walderholungsstätte Am Rummel wurde für an Tuberkulose erkrankte Kinder erbaut, die sich hier am Rande der Stadt in Waldnähe erholen sollten. Sie wurde am 4. Juli 1914 eröffnet und 1966 abgerissen. Heute steht hier die Schule am Beilstein.[23]
- 1919–1922: entstand an der Amsel- und Fliegerstraße ein geschlossener Siedlungskomplex mit Ein- und Zweifamilienhäusern.[24]
- 1919/1920 bis 1923: Wohnanlage Fischerstraße-Bismarckstraße; Die Planung erfolgte auf Anfrage der französischen Besatzung im Auftrag des Deutschen Reichs, sie wurde durch Reparationsgelder des Deutschen Reichs finanziert. Trotz Inflation und Materialknappheit sowie Zahlungsschwierigkeiten des Reichs wurde die Wohnanlage fertiggestellt. Auf dem Gebiet, das nach der Trockenlegung des Stadtwoogs ein feuchtes Wiesengelände war, wurden die Gebäude auf Beton-Streifenfundamente gebaut, schachbrettartige Betonquadrate, die das Abpumpen des Wassers aus dem Untergrund ermöglichten.[25] Als Vorbild für die Anlage an der Fischerstraße diente Hermann Hussong die Neue Vorstadt in Zweibrücken, 1756 entstanden nach Plänen von Baudirektor Christian Ludwig Hautt.[26] Die Bauten selbst wurden wiederum Vorbild für die Bebauung des Mannlichplatzes in Zweibrücken durch Stadtbaumeister Gustl Groß.[27] Die Wohnungen waren zunächst für Offiziere der Besatzungsmacht bestimmt. Nachdem aber die von Frankreich unterstützten Separatistenaufstände vom Herbst 1923 gescheitert waren, wollten die Franzosen nicht mehr einziehen, weil sie Anschläge befürchteten. So wurden die Wohnungen den Beständen der Gemeinnützigen Bau-AG zugeschlagen und standen nach 1924 der Kaiserslauterer Bevölkerung zur Verfügung.[28] Ein Mittel- und zwei Flügelbauten bilden ein Ensemble auf der Nordseite, dem ein Platz vorgelagert ist. Unverwechselbar war der expressionistisch-kristallin geformte Dachreiter auf sternförmigem Grundriss, der den Dreiecksgiebel des Mittelbaus krönte. Eine bunte Farbgebung, inspiriert von Bruno Taut, sowie expressionistisch inspirierte Balkonkonsolen und Fensterbekränzungen prägten die Fassaden. Auf der Rückseite standen den Mietern Nutzgärten zur Verfügung. Die Nationalsozialisten lehnten einerseits den am Expressionismus angelehnten Stil der Anlage ab, nutzten sie jedoch andererseits als Kulisse für ihre Aufmärsche. Der damalige Oberbürgermeister Richard Imbt ließ sich im ersten Obergeschoss des Mittelblocks der Wohnanlage eine Acht-Zimmer-Wohnung herrichten.[29]
- 1924–1925: Wohnanlage Königsviertel[30], Königstraße und Friedrich-Karl-Straße; Das Ensemble gilt als ein baukünstlerisch herausragendes Beispiel für eine Wohnanlage aus den 1920er Jahren im Stil der Neuen Sachlichkeit.[31] Die Häuser wurden von Hermann Hussong und den Architekten Eduard Brill, Alois Loch, Michael Miller und Philipp Spelger gebaut. Je nach Architekt unterschieden sich die Fassaden in ihrem Farbanstrich mit zackenförmigen Elementen zwischen den Fensterreihen, sechseckigen Fenstern über den Hauseingängen, Balkonkonsolen und Treppenhäusern, die turmartige Aufbauten trugen.[32]
- Mit der Direktorin des Pfaff-Nähmaschinen-Werks, Lina Pfaff, plante Hermann Hussong die Häuser auf dem Galgenberg. Mit Plänen und Modellen hierzu und zu den Bauten an der Fischerstraße nahm die Stadt Kaiserslautern an der Ausstellung Jahresschau Deutscher Arbeit – Wohnung und Siedlung von Mai bis September 1925 in Dresden teil. Die Stadt präsentierte sich damit, dass zwischen 1919 und 1925 in Kaiserslautern über 900 Wohnungen mit einer Wohnfläche von 49.817 Quadratmetern erbaut worden waren.[33]
- 1925: Ausstellungsgeländeund Gravius-Heim; Für das Jubiläum der Pfälzischen Handwerkskammer und des Pfälzischen Gewerbemuseums im Jahr 1925 war die Errichtung eines Ausstellungsgeländes geplant. Mit Hilfe der Stiftung Julius Gravius konnten die Bauten fertiggestellt und am  1. August 1925 der Öffentlichkeit übergeben werden. Die Anlage bestand aus einem Vorhof mit Brunnen und großen Pferdebändiger-Figuren von Fritz Korter, einer großen Halle in der Mitte und zwei sich jeweils im rechten Winkel anschließenden kleineren Hallen. Die Gebäude wirkten durch ihre Geometrie, auf dekorative Elemente wurde ganz verzichtet. Die Ausstellungshallen wurden im Zweiten Weltkrieg Anfang Januar 1945 zerstört und ihre Ruinen am 21. September 1957 gesprengt, heute befindet sich dort der Volkspark. Im Zuge des Baus der Ausstellungshallen verpflichtete der Stifter Julius Gravius die Stadt, 100.000 Mark seiner Spende für den Bau eines „Wohnheims für ältere Damen“ zu verwenden. Hermann Hussong zeichnete den Bauplan und Architekt Alois Loch übernahm die Bauleitung. Das Gravius-Heim wurde 1926 eröffnet. Im Dezember 2023 wurde es geschlossen.[34]
- 1926: Bei der Bebauung des Kaisersmüllerfelds entstand eine halbländliche Siedlung mit Einfamilien- und Reihenhäusern.[35]
- 1926–1928 wurde der Rundbau an der Königstraße mit 164 Wohnungen zu je 53 m2 auf vier Geschossen erstellt. Es handelt sich dabei um eine halbe Ellipse, einen Korbbogen, mit fünf verschiedenen Radien.[36] An der offenen Seite des Bogens schließt ein Zeilenbau den großen Hof ab. Außen verzichtete der Rundbau im Stil der Neuen Sachlichkeit auf jeglichen Bauschmuck, er war bestimmt durch eine ausgewogene Proportion der Flächen. Trotz der begrenzten Mittel legte Hermann Hussong Wert auf Wohnqualität und entwarf selbst ein Farbkonzept für die Innenräume wie auch für die Fassade.
- 1927–1928 entstanden im  Grünen Block auf A-förmigem Grundriss zwischen Altenwoogstraße und Mannheimer Straße 119 großzügig bemessene Wohnungen mit Zentralheizung, Warmwasserversorgung, Gasküchen und eigenen Badezimmern. Die Wohnungen waren damals für die Bürger bestimmt, deren Wohnungen von der französischen Besatzung beschlagnahmt worden waren. Die Fassade im Stil der Neuen Sachlichkeit weist keine Schmuckelemente auf. Sie ist durch regelmäßige Risalite sowie rechteckige Fenster in den unteren Geschossen und halbrunde Fenster im obersten Geschoss gegliedert.[37]
- 1927–1929 wurde der Nordbereich des Gelterswoogs von Hermann Hussong überarbeitet und zu einem Familienbad ausgestaltet. Die Terrassenanlage des Freibads Gelterswoog war mit Liegeterrassen, Galerien und großzügigen Freitreppen gestaltet. Dazu gehörte auch ein Gaststättenpavillon. Die Anlage zeigte im Stil der Neuen Sachlichkeit ein großstädtisches Bild.[38]
- Die am 25. September 1928 eröffnete Jugendherberge auf dem Lämmchesberg, Auf der Pirsch 1, war bis 1961 in Betrieb.[39]
- 1928–1929: Das Protestantenhaus beim Fackelrondell wurde als Gesellschafts- und Vereinshaus für den Protestanten-Verein und den Protestantischen Frauenverein gebaut und enthielt im Untergeschoss auch eine Ladenzeile. Der große Saal wurde später als Kino, nach dem Zweiten Weltkrieg als Theater genutzt. Das Protestantenhaus wurde 1999 abgerissen, hier befindet sich die Mall „K in Lautern“.[40]

### Rezeption des Werks von Hermann Hussong in Kaiserslautern zu seiner Zeit
Hermann Hussong wird beschrieben als energische Persönlichkeit mit Willensstärke, Zielstrebigkeit und taktischem Talent. Dies und seine Aufgeschlossenheit für die Moderne stieß nicht überall auf Gegenliebe. Seine Architektur brach mit dem Historismus und setzte mit Gebäuden im Stil des Expressionismus und der Neuen Sachlichkeit neue und ungewohnte Akzente. Einige seiner Bauten oder Bauelemente bekamen Spitznamen wie „Fort Hussong“ für den Grünen Block oder „Schirmständer“ und „Maggiturm“ für den expressionistischer Dachaufbau an der Fischerstraße. Das Farbkonzept, das Hermann Hussong für seine Bauten entwickelte, war für manche Menschen befremdlich. Aber man schätzte die „stilvollen, durch ihre Einfachheit in der Architektur wirkenden“ Gebäude mit Wohnungen, die „mit allem neuzeitlichen Komfort ausgestattet“ und „in hygienischer Beziehung als Idealwohnungen zu bezeichnen sind“, sie waren umgehend vermietet. Viele der von ihm geplanten und entworfenen Gebäude stehen heute unter Denkmalschutz und finden sich in der Liste der Kulturdenkmäler in Kaiserslautern.

### Bau-Projekte in Heidelberg
Zu Hermann Hussongs Aufgaben in Heidelberg gehörte die Wiederherstellung der Neckarbrücke, die kurz vor Ende des Zweiten Weltkriegs gesprengt worden war. Er war beteiligt an „Heidelbergs größtem Bauprojekt“, der Verlegung bzw. dem Neubau des Hauptbahnhofs, der am 19. Januar 1950 von der Deutschen Bundesbahn beschlossen worden war. Hiermit sollte der alte Kopfbahnhof durch einen Durchgangsbahnhof ersetzt und die Stadt dadurch verkehrstechnisch entlastet werden. Durch die veränderte Verkehrsführung konnten neue bauliche Schwerpunkte gesetzt werden. Auch für den am 7. Dezember 1950 vom Stadtrat beschlossenen Neubau des Bunsen-Realgymnasiums im Neuenheimer Feld war Hermann Hussong zuständig.

### Sonstige Tätigkeiten
Hermann Hussong engagierte sich in der Arbeitsgemeinschaft Pfälzer Künstler und im Bund Pfälzer Künstler. Zu seinem Freundeskreis zählten der Schriftsteller Paul Münch und die Museumsdirektoren Eduard Brill und Hermann Graf. 1951 machte er sich um die Gründung des Architekten- und Ingenieur-Vereins Rhein-Neckar verdient, den er als erster Vorsitzender vom 30. Mai 1951 bis 1953 leitete.
In seiner Freizeit fertigte er Kohlestift-Zeichnungen an, u. a. von den Ortsmittelpunkten zahlreicher pfälzischer Dörfer und Städte.